# Elliott Valence
Elliott Valence (* 18. červen 1995, Francie) je francouzský dětský herec.

## Kariéra
Českým divákům může být znám z filmu z roku 2007 s názvem Zkáza zámku Herm, kde si zahrál jednu z dětských vedlejších rolí po boku Gasparda Ulliela nebo Tchékyho Karya. Objevil se také v TV filmu L'abbaye du revoir nebo v seriálu Louis Page.

## Filmografie
- 2004 – L'abbaye du revoir (TV film)
- 2007 – Zkáza zámku Herm
- 2007 – Louis Page (seriál)